# Alessandro Alessandroni
Alessandro Alessandroni, né le 18 mars 1925 à Soriano nel Cimino, et mort le 26 mars 2017 à Swakopmund en Namibie, est un musicien et compositeur italien.

## Biographie
Alessandro Alessandroni joue parfaitement de très nombreux instruments : piano, saxophone, guitare, mandoline... Excellent siffleur, il a collaboré avec son ami d'enfance Ennio Morricone sur les bandes sonores de nombreux westerns spaghettis ; c'est lui qu'on entend dans les célèbres musiques des films de Sergio Leone (Pour une poignée de dollars, Et pour quelques dollars de plus, Le Bon, la Brute et le Truand, Il était une fois dans l'Ouest). On le connaît également comme le chanteur de la mélodie Mah nà Mah nà écrite par Piero Umiliani.
Alessandro Alessandroni fonde en 1961 I Cantori Moderni, un chœur à huit voix. C'est ce groupe vocal que l'on entend chanter sur la chanson Samoa Tamure (Samoa Tamouré) composée par Armando Trovajoli pour la bande-originale du film I mostri (Les Monstres) réalisé par Dino Risi en 1963. Cette chanson aux sonorités polynésiennes illustre la scène du bal du réveillon de la Saint-Sylvestre du film 9 mois ferme, réalisé en 2013 par Albert Dupontel.
Il a été le conjoint de la parolière et cantatrice italienne Giulia De Mutiis (it), décédée en 1984.

## Filmographie
- 1972 : La Vierge de Bali (La vergine di Bali) de Guido Zurli
- 1974 : Di Tresette ce n'è uno, tutti gli altri son nessuno de Giuliano Carnimeo